# Zandkleurige heidelibel
De Zandkleurige heidelibel (Sympetrum arenicolor) is een echte libel (Anisoptera) uit de familie van de korenbouten (Libellulidae).
De soort staat op de Rode Lijst van de IUCN als niet bedreigd, beoordelingsjaar 2009, de trend van de populatie is volgens de IUCN stijgend. De soort komt voor van Israël en het zuiden van Turkije tot het westen van India.
De wetenschappelijke naam Sympetrum arenicolor werd in 1994 gepubliceerd door R. Jödicke.